# Portugał duński
Portugał duński (duń. portugaløser) – największa moneta złota w historii Danii.
Portugały wprowadzono w Danii w 1584 roku wraz z dukatami (zwanymi tam często węgierskimi guldenami), przy czym wartość jednego równała się 10 dukatom. Moneta zawierająca 33,92 g czystego złota miała względem monet srebrnych wartość 17 talarów duńskich lub 68 marek duńskich. Ponieważ relacja pomiędzy cenami złota i srebra była zmienna, również wartość  portugała w przeliczeniu na srebrne monety ulegała okresowo wahaniom. Emitowano portugały podwójne, pojedyncze, pół- i ćwierćportugały.